# Krîvohîjînți, Murovani Kurîlivți
Krîvohîjînți (în ucraineană Кривохижинці) este un sat în comuna Dolîneanî din raionul Murovani Kurîlivți, regiunea Vinnița, Ucraina.

## Demografie
Componența lingvistică a localității Krîvohîjînți
     Ucraineană (99,62%)
     Alte limbi (0,38%)
Conform recensământului din 2001, majoritatea populației localității Krîvohîjînți era vorbitoare de ucraineană (99,62%), existând în minoritate și vorbitori de alte limbi.